# Marit Törnqvist
Marit Törnqvist (Uppsala, 19 januari 1964) is een Zweeds-Nederlandse illustrator en schrijver

## Biografie
De ouders van Törnqvist zijn schrijfster en vertaalster Rita Verschuur en literatuurwetenschapper Egil Törnqvist. In 1969 verhuisde het gezin van Zweden naar Bussum. Na haar VWO (Sint Vituscollege) volgde Törnqvist de opleiding tot illustrator aan de Gerrit Rietveld Academie, met Carl Hollander en Thé Tjong-Khing als docenten. Ze kende Astrid Lindgren al vanaf haar jeugd, omdat haar moeder Rita Verschuur de boeken van Lindgren uit het Zweeds vertaalde. Vanwege haar jeugd in Zweden en een tekenstijl die aansloot bij de wensen van de Zweedse uitgever werd ze in 1989 gevraagd om Een kalf valt uit de hemel van Astrid Lindgren te illustreren. Uiteindelijk leidde dit tot de uitnodiging om Junibacken, een museum (met kabelbaan) rond de boeken van Astrid Lindgren, te ontwerpen. Dit werd in juni 1996 feestelijk geopend, waarna ze in datzelfde jaar Stockholmer van het jaar werd en daarnaast andere Zweedse prijzen won. Ook kreeg ze in 1996 een Zilveren Griffel voor Een klein verhaal over Liefde. In 2006 won ze een Gouden Penseel voor Pikkuhenki, geschreven door Toon Tellegen. Gevraagd wat ze als onderscheidend voor haar werk ziet antwoordt ze: "Mensen zeggen vaak dat mijn tekeningen atmosfeer hebben en andere werelden oproepen. Ik hoop dat dat waar is" In januari 2013 verscheen bij uitgeverij Querido haar meest recente prentenboek, "Groter dan een droom", dat ze maakte met de Vlaamse auteur Jef Aerts. Voor 2014 maakt ze het prentenboek van de Nederlandse kinderboekenweek. Voor Schildpad en ik kreeg ze een Zilveren Griffel in 2023.
In 2024 werd haar de Johannes Vermeerprijs toegekend.